# PlayStation Experience
PlayStation Experience, ook wel bekend als PSX, was een jaarlijks evenement voor de computerspelindustrie die door Sony Interactive Entertainment werd gepresenteerd om PlayStation-spellen en spelgerelateerde producten aan te kondigen en te adverteren. Het evenement was open voor het publiek en presenteerde diverse discussiepanelen en vele nog uit te brengen computerspellen met speelbare demo's.

## Noord-Amerika

### 2014
De eerste PlayStation Experience vond plaats op 6-7 december 2014 in het Sands Expo in Las Vegas, Nevada, waarbij de 20ste verjaardag van de PlayStation werd gemarkeerd.

#### Exposanten
| Activision - Destiny: The Dark Below (PS3 / PS4) Atlus - Persona 5 (PS4) Capybara Games - Super Time Force Ultra (PS4 / PSVita) Drinkbox Studios - Severed (PSVita) Double Eleven - PixelJunk Nom Nom Galaxy (PS4) Double Fine Productions - Broken Age (PS4 / PSVita) - Day of the Tentacle (PS4 / PSVita) - Grim Fandango: Remastered (PS4 / PSVita) - Gang Beasts (PS4) Endnight Games - The Forest (PS4) Capcom - Ultra Street Fighter IV (PS4) - Street Fighter V (PC / PS4) - Resident Evil: Revelations 2 (PS4 / PSVita) | Hello Games - No Man's Sky (PS4) Konami - Suikoden (PSVita) - Suikoden II (PSVita) Red Hook Studios - Darkest Dungeon (PS4 / PSVita) Robot Entertainment - Orcs Must Die! Unchained (PS4) Sega - Yakuza 5 (PS3) Sony Computer Entertainment - Bloodborne (PS4) - Drawn to Death (PS4) - Fat Princess Adventures (PS4) - Kill Strain (PS4) - MLB 15: The Show (PS3 / PS4 / PSVita) - The Order: 1886 (PS4) - Tearaway Unfolded (PS4) - TowerFall Ascension (PS4 / PSVita) - Uncharted 4: A Thief's End (PS4) - Wattam (PS4) - What Remains of Edith Finch (PS4) | Square Enix - Final Fantasy VII (PS4) Tripwire Interactive - Killing Floor 2 (PS4) Versus Evil - The Banner Saga (PSVita) Warner Bros. Interactive Entertainment - Bastion (PS4 / PSVita) - Batman: Arkham Knight (PS4) Yacht Club Games - Shovel Knight (PS3 / PS4 / PSVita) Young Horses - Octodad: Dadliest Catch (PS4 / PSVita) |

### 2015
De tweede PlayStation Experience vond plaats op 5-6 december 2015 in het Moscone Center in San Francisco, Californië.

#### Exposanten
| Activision - Destiny: The Taken King (PS3 / PS4) Bandai Namco Entertainment - Ace Combat 7 (PS4) - Ni no Kuni II: Revenant Kingdom (PS4) Capcom - Street Fighter V (PC / PS4) Double Fine Productions - Day of the Tentacle (PS4 / PSVita) - Full Throttle (PS4 / PSVita) - Psychonauts in the Rhombus of Ruin (PS4) | Gearbox Software - Battleborn (PS4) Koei Tecmo - Nioh (PS4) Epic Games - Paragon (PC / PS4) No Goblin - 100 Ft Robot Golf (PS4) Owlchemy Labs - Job Simulator (PS4) Sega - Rez Infinite (PS4) - Yakuza 0 (PS4) - Yakuza 5 (PS3) | Sony Computer Entertainment - MLB The Show 16 (PS3 / PS4) - Ratchet & Clank (PS4) - Uncharted 4: A Thief's End (PS4) - Zombie Taxi Game (PS4) Square Enix - Final Fantasy VII Remake (PS4) - Hitman Go (PS4 / PSVita) Ubisoft - Eagle Flight (PS4) |

### 2016
De derde PlayStation Experience vond plaats op 3-4 december 2016 in het Anaheim Convention Center in Anaheim, Californië.

#### Exposanten
| Activision - Destiny: Rise of Iron (PS4) - Call of Duty: Infinite Warfare (PS4) - Crash Bandicoot N. Sane Trilogy (PS4) Atlus - Persona 5 (PS4) Bandai Namco Entertainment - Ace Combat 7: Skies Unknown (PS4) - Ni no Kuni II: Revenant Kingdom (PS4) Capcom - Marvel vs. Capcom: Infinite (PS4) - Resident Evil 7: Biohazard (PS4) - Street Fighter V (PS4) - Ultimate Marvel vs. Capcom 3 (PS4) Devolver Digital - Absolver (PS4) - Mother Russia Bleeds (PS4) - Strafe (PS4) Double Fine Productions - Full Throttle Remastered (PS4) | DotEmu - Windjammers (PS4 / PSVita) - Ys Origin (PS4 / PSVita) Grey Box - Dreadnought (PS4) GungHo Online Entertainment - Let It Die (PS4) Housemarque - Nex Machina (PS4) Koei Tecmo - Nioh (PS4) NIS America - Danganronpa V3: Killing Harmony (PS4 / PSVita) Sega - Hatsune Miku: Project DIVA Future Tone (PS4) - Sonic Mania (PS4) - Yakuza 6: The Song of Life (PS4) - Yakuza Kiwami (PS4) | Sony Interactive Entertainment - Death Stranding (PS4) - Gran Turismo Sport (PS4) - Gravity Rush 2 (PS4) - Horizon Zero Dawn (PS4) - Knack 2 (PS4) - LocoRoco (PS4) - MLB The Show 17 (PS4) - PaRappa the Rapper (PS4) - Patapon (PS4) - The Last Guardian (PS4) - The Last of Us Part II (PS4) - Uncharted: The Lost Legacy (PS4) - Wipeout: Omega Collection (PS4) Supergiant Games - Pyre (PS4) Square Enix - Lara Croft Go (PS4 / PSVita) - Nier: Automata (PS4) |

### 2017
De vierde PlayStation Experience vond plaats op 9-10 december 2017 in het Anaheim Convention Center in Anaheim, Californië.

## Zuidoost-Azië

### 2017
De eerste PlayStation Experience Zuidoost-Azië vond plaats op 5 augustus 2017 in het KL Live in Kuala Lumpur, Maleisië.

#### Exposanten
| Bandai Namco Entertainment - Ni no Kuni II: Revenant Kingdom (PS4) - Taiko no Tatsujin: Drum Session! (PS4) Sony Interactive Entertainment - Bravo Team (PS4) - Everybody's Golf (PS4) - Detroit: Become Human (PS4) - Gran Turismo Sport (PS4) - Knack II (PS4) - Matterfall (PS4) - No Heroes Allowed! VR (PS4) - The Inpatient (PS4) Ubisoft - Far Cry 5 (PS4) |

### 2018
De tweede PlayStation Experience Zuidoost-Azië vond plaats op 18-19 augustus 2018 in het GMM Live House in Bangkok, Thailand.